# Adrian Leijer
Adrian Leijer, né le 25 mars 1986 à Dubbo, est un footballeur australien qui joue actuellement comme milieu défensif pour le Chongqing Lifan.

## Carrière en club

### Melbourne Victory FC
À son retour en Australie, il a signé pour Melbourne Knights, une équipe favorite en A-League. Son ancien entraîneur Ernie Merrick, qui avait pris les rênes, a indiqué « Adrian est un défenseur digne de confiance et intransigeant avec une maturité du football supérieure à son âge. Il fait déjà partie du groupe senior du club et est le deuxième plus jeune joueur de l'effectif ». Leijer a cependant joué 20 matchs pour le club, manquant seulement la finale contre le New Zealand Knights FC pour suspension. À la fin de la saison, il a été élu comme le meilleur joueur de l'année. La deuxième saison à Melbourne Victory était plus réussie, commençant par sept victoires et une victoire 6-0 sur Adelaïde dans la finale. En A-League, Leijer a gagné le trophée du jeune joueur de l'année.

### Fulham
Le 2 août 2007, Melbourne Victory a confirmé que l'équipe de Premier League de Fulham avait rendu une offre pour le joueur. Leijer a accepté et a signé un contrat de 3 ans pour des honoraires non révélés. Leijer a constamment joué pour l'équipe réserve de Fulham tout au long de la saison  2007/2008 et a également été inclus dans l'effectif pour jouer à Liverpool et Reading, mais est resté sur le banc deux fois. 
Après un prêt d'un mois peu fructueux en fin de saison 2008-09 au Norwich City FC, Leijer retourne au Melbourne Victory FC à l'été 2009, sans jamais être apparu en match officiel sous les couleurs de l'équipe première des Cottagers.